# Mączniki (powiat ostrowski)

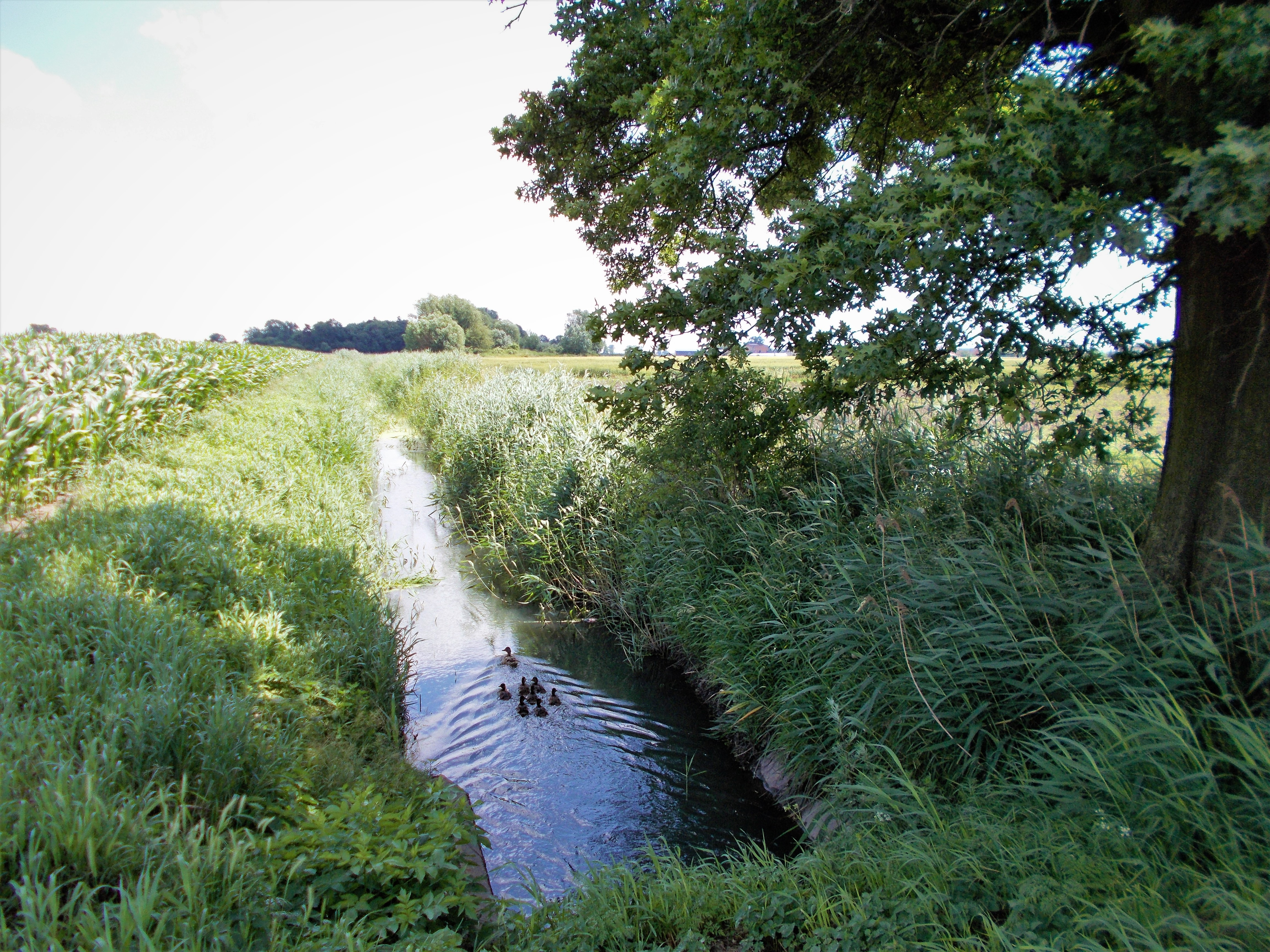
Lipówka (dopływ Prosny) w okolicach wsi Mączniki (2018)

Mączniki – wieś w Polsce położona w województwie wielkopolskim, w powiecie ostrowskim, w gminie Nowe Skalmierzyce, w Kaliskiem,  nad strugą Lipówka, graniczy z Nowymi Skalmierzycami, ok. 8 km od Kalisza, ok. 16 km od Ostrowa Wielkopolskiego.

## Części wsi
| SIMC    | Nazwa   | Rodzaj    |
| ------- | ------- | --------- |
| 0204671 | Podkoce | część wsi |

Częścią wsi jest również osiedle Rzekty.

## Przynależność administracyjna
Miejscowość przynależała administracyjnie przed rokiem 1887 do powiatu odolanowskiego, W latach 1975–1998 do województwa kaliskiego, a w latach 1887–1975 i od 1999 do powiatu ostrowskiego.

## Historia
Miejscowość wymieniana w źródłach od 1520 roku jako m.in. Mącznyky. Około 1579 roku wieś uległa spaleniu. Na początku XVII wieku Mączniki były w posiadaniu Jakuba Szyszkowskiego oraz rodziny Węgierskich. W 1744 roku urodził się tu Paweł Skórzewski herbu Drogosław, a w roku 1802 – Walenty Nasierowski, powstaniec listopadowy, ostatni belwederczyk.
Według danych z 2003 roku wieś miała 225 mieszkańców. W 2015 roku w Mącznikach nadano nazwy ulic.

## Zabytki
- dwór
- spichlerz dworski z końca XIX wieku
- zespół zadrzewiony o charakterze parkowym[11]